# Medusa (serie televisiva)
Medusa (Star Maidens) è una serie televisiva britannica e tedesca in 13 episodi trasmessi per la prima volta nel corso di una sola stagione nel 1976. La serie è conosciuta in Italia anche con il titolo Medusa - La legge di un pianeta.
È una serie di fantascienza incentrata su un'invasione di alieni proveniente dal pianeta Medusa, in collisione con la Terra, governato da donne, simili esteriormente a quelle umane.

## Trama
Adam e Shem vivono nel pianeta Medusa, ai confini del sistema solare. Si tratta di un pianeta governato e dominato dalle donne. Gli uomini sono subordinati ad esse con incarichi di secondo piano. Shem è meccanico mentre Adam è il domestico personale del console supremo Fulvia. È una donna bellissima ma anche molto autoritaria. Gli uomini sono per la maggioranza sottomessi, tranne Adam e Shem, che tramano una fuga. Per farlo, escogitano un piano. Quello di impadronirsi della navetta spaziale privata di Fulvia e fuggire da Medusa. Riescono nell'impresa (anche grazie alla posizione di Adam, che gode di alcuni privilegi, in quanto domestico personale del console Fulvia) e si dirigono verso il pianeta terra, dove sognano una vita diversa, senza oppressioni e finalmente liberi dal giogo oppressivo delle donne. Alla notizia della fuga, Fulvia resta molto sorpresa, quasi traumatizzata, anche perché, da donna estremamente vanitosa qual'era, era sempre stata convinta che il suo domestico Adam, in fondo, fosse innamorato di lei. A questo punto,  accompagnata da Octavia, uno dei membri più esponenti di Medusa, sale a bordo della navetta spaziale imperiale, direzione pianeta terra, per dare la caccia ad Adam e Shem ... e riportarli su Medusa. Ma non sarà facile ...

## Personaggi e interpreti
- Liz (10 episodi, 1976), interpretata da Lisa Harrow.
- Rudi (10 episodi, 1976), interpretato da Christian Quadflieg.
- Octavia (10 episodi, 1976), interpretato da Christiane Krüger.
- Fulvia (8 episodi, 1976), interpretata da Judy Geeson.
- Shem (8 episodi, 1976), interpretato da Gareth Thomas.
- Adam (8 episodi, 1976), interpretato da Pierre Brice.
- Evans (8 episodi, 1976), interpretato da Derek Farr.
- Clara (5 episodi, 1976), interpretato da Dawn Addams.
- Assistente di Clara (3 episodi, 1976), interpretata da Annette Lynton.
- Andrea (3 episodi, 1976), interpretata da Ursula Mellin.
- Assistente di Octavia (3 episodi, 1976), interpretata da Ann Maj-Brit.
- Stanley (3 episodi, 1976), interpretato da Ronald Hines.

## Produzione
La serie, ideata da Eric Paice, fu prodotta da Jost Graf von Hardenberg & Co. e Portman Productions e Scottish Television Enterprises e Werbung im Rundfunk GmbH e girata nei Bray Studios, in Inghilterra. Le musiche furono composte da Berry Lipman.

### Registi
Tra i registi sono accreditati:
- Freddie Francis in 5 episodi (1976)
- Wolfgang Storch in 5 episodi (1976)
- James Gatward in 2 episodi (1976)

### Sceneggiatori
Tra gli sceneggiatori sono accreditati:
- Eric Paice in 13 episodi (1976)
- Jost von Hardenberg in 13 episodi (1976)
- Ian Stuart Black in 5 episodi (1976)
- John Lucarotti in 2 episodi (1976)
- Otto Strang in 2 episodi (1976)

## Distribuzione
La serie fu trasmessa nel Regno Unito dal 1º settembre 1976 al 1º dicembre 1976 sulla rete televisiva Independent Television. e in Germania dal 1º aprile 1977 su ARD. In Italia è stata trasmessa nel 1981 su reti locali con il titolo Medusa.
Alcune delle uscite internazionali sono state:
- nel Regno Unito il 1º settembre 1976 (Star Maidens)
- in Germania Ovest il 1º aprile 1977 (Die Mädchen aus dem Weltraum)
- nei Paesi Bassi il 7 ottobre 1977 (Vrouwenplaneet mendusa)
- in Italia dal 20 luglio 1981 (Medusa - La legge di un pianeta)

## Episodi
| Stagione       | Episodi | Prima TV Regno Unito |
| -------------- | ------- | -------------------- |
| Prima stagione | 13      | 1976                 |

## Titoli episodi
- 01 Fuga dal paradiso
- 02 Nemesis
- 03 Il cannone incubo
- 04 Tempesta protonica
- 05 Rapimento
- 06 Il tentativo
- 07 Esame d'amore
- 08 La coppia perfetta
- 09 Che cos'hanno fatto alla pioggia
- 10 La fine del tempo
- 11 Il nascondiglio
- 12 Le creature della mente
- 13 Il nemico